# محمد سوخان
محمد سوخان (أو محمد سوكان) (بالفرنسية: Mohamed Soukhane)‏ لاعب كرة قدم جزائري ولد في 12 أكتوبر 1931 بـ الأبيار. لعب كمدافع في نادي لوهافر من 1956 إلى 1958، قبل أن يلبي نداء جبهة التحرير الوطني ويلتحق في سنة 1958 بالفريق الذي كونته ليكون أحد وسائلها للتعريف بالقضية الجزائرية. واستمر مع الفريق حتى الاستقلال.
بعد استقلال الجزائر في سنة 1962، عاد محمد سوخان لفريقه نادي لوهافر الذي يلعب له شقيقه الأصغر عبد الرحمان سوخان، واستمر لغاية 1964.

## مصدر
- Marc Barreaud, Dictionnaire des footballeurs étrangers du championnat professionnel français (1932-1997), l'Harmattan, 1997. cf. notice du joueur page 81.